# Geraldine Branagan
Geraldine Branagan is een Ierse zangeres.
In 1973 nam ze met als lid van de groep The Branagans deel aan de Ierse preselectie voor het Eurovisiesongfestival met het lied Fadó fadó (Long Long Ago). Ze werden vierde van de acht deelnemers.
Twee jaar later werd ze door de RTL gevraagd om Luxemburg te vertegenwoordigen op het Songfestival in Zweden. De Luxemburgers kozen elk jaar intern en organiseerden geen voorronde. Geraldine zong het lied Toi en trad aan enkel met haar voornaam. Ze is dus niet dezelfde Geraldine die in 1967 ook al eens deelnam aan het songfestival, voor Zwitserland, en toen laatste werd. Geraldine behaalde de vijfde plaats.
Branagan is getrouwd met liedjesschrijver Phil Coulter, die meegeschreven had aan het lied Toi. Coulter componeer onder andere Eurovisie-liedjes Puppet on a string (winnaar in 1967) en Congratulations (tweede in 1968).
1956: Michèle Arnaud + Michèle Arnaud · 
1957: Danièle Dupré · 
1958: Solange Berry · 
1960: Camillo Felgen · 
1961: Jean-Claude Pascal · 
1962: Camillo Felgen · 
1963: Nana Mouskouri · 
1964: Hugues Aufray · 
1965: France Gall · 
1966: Michèle Torr · 
1967: Vicky Leandros · 
1968: Chris Baldo & Sophie Garel · 
1969: Romuald · 
1970: David Alexandre Winter · 
1971: Monique Melsen · 
1972: Vicky Leandros · 
1973: Anne-Marie David · 
1974: Ireen Sheer · 
1975: Geraldine · 
1976: Jürgen Marcus · 
1977: Anne-Marie Besse · 
1978: Baccara · 
1979: Jeane Manson · 
1980: Sophie & Magaly · 
1981: Jean-Claude Pascal · 
1982: Svetlana · 
1983: Corinne Hermès · 
1984: Sophie Carle · 
1985: Margo, Franck, Diane, Ireen, Malcolm & Chris · 
1986: Sherisse Laurence · 
1987: Plastic Bertrand · 
1988: Lara Fabian · 
1989: Park Café · 
1990: Céline Carzo · 
1991: Sarah Bray · 
1992: Marion Welter & Kontinent · 
1993: Modern Times · 
2024: Tali · 
2025: Laura Thorn
- Gemeinsame Normdatei: 134930215
- MusicBrainz: 2bb19d42-8f7a-4100-bee9-e321a33c3572
- Virtual International Authority File: 120789381
- WorldCat: E39PBJmDf6HqcgMgQrMMtjJFKd